# 44217 Whittle
44217 Whittle è un asteroide della fascia principale. Scoperto nel 1998, presenta un'orbita caratterizzata da un semiasse maggiore pari a 2,5796156 UA e da un'eccentricità di 0,0625763, inclinata di 13,63396° rispetto all'eclittica.